# The Scarlet Beast O' Seven Heads
Albums de Get Well Soon
Vexations
The Scarlet Beast O' Seven Heads est le troisième album du groupe Get Well Soon.
Deux singles sont issus de l'album : Roland, I Feel You et You Cannot Cast Out The Demons (You Might As Well Dance). Comme les précédents albums du groupe, The Scarlet Beast O' Seven Heads comporte de nombreuses références au cinéma, à la musique ou à la littérature. Le leader du groupe Konstantin Gropper y rend notamment hommage à Roland Emmerich (Roland, I Feel You), Wendy Carlos (Dear Wendy), Alfred Hitchcock (le titre You Cannot Cast Out The Demons comprend des extraits du film Pas de printemps pour Marnie) et Henry Darger.

## Liste des titres
1. Prelude
2. Let Me Check My Mayan Calendar
3. The Last Days Of Rome
4. The Kids Today
5. Roland, I Feel You
6. Disney
7. A Gallows
8. Oh My! Good Heart
9. Just Like Henry Darger
10. Dear Wendy
11. Courage, Tiger
12. The World's Worst Shrink
13. You Cannot Cast Out The Demons (You Might As Well Dance)

## Classements
| Meilleur Classement | Meilleur Classement | Meilleur Classement | Meilleur Classement | Meilleur Classement | Meilleur Classement |
| Allemagne           | Autriche            | Suisse              | Belgique            | France              |                     |
| 19                  | 15                  | 24                  | 77                  | 65                  |                     |
| ------------------- | ------------------- | ------------------- | ------------------- | ------------------- | ------------------- |